# Göte Ståhl
Nils Göte Vilhelm Ståhl, född 28 januari 1922, död 7 november 2004, var en svensk fotbollsmålvakt.
Ståhl representerade i många år Jönköpings Södra IF, och spelade för klubben i Allsvenskan 1945/1946 och 1947/1948–1953/1954. Sammanlagt gjorde han 155 allsvenska matcher för J-Södra.
År 1951 spelade Ståhl en B-landskamp för Sverige.